# Kut
Al-Kūt (arabsko الكوت, latinizirano: Kut-Al-Imara, Kut El Amara) je mesto v vzhodnem Iraku na levem bregu ob reku Tigris, okrog 100 km jugovzhodno od Bagdada. Od leta 2003 je v mestu živelo okrog 374,000 ljudi. Je glavno mesto province Al Kut (od 60-ih let 20. stoletja preimenovana v Wasit). Staro mesto Kut se nahaja v ozkem meandru Tigrisa. Že stoletja je bil Kut regionalni center trgovin s preprogami. Območje okrog Kuta je rodovitno z žitaricami. V bližini Kuta se nahaja jedrska baza.